# Buonaccorsi (famiglia)
I Buonaccorsi (o Bonaccorsi o Accorsi ) sono una famiglia nobile italiana, originaria della zona di Macerata e Potenza Picena.

## Storia

### Origini (XII - XVIII secolo)

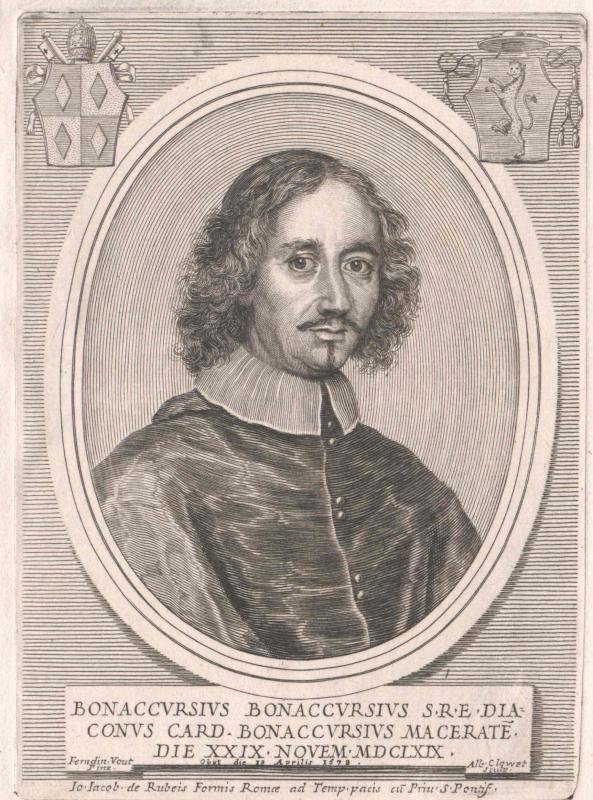
ritratto del cardinale Buonaccorsi Buonaccorsi

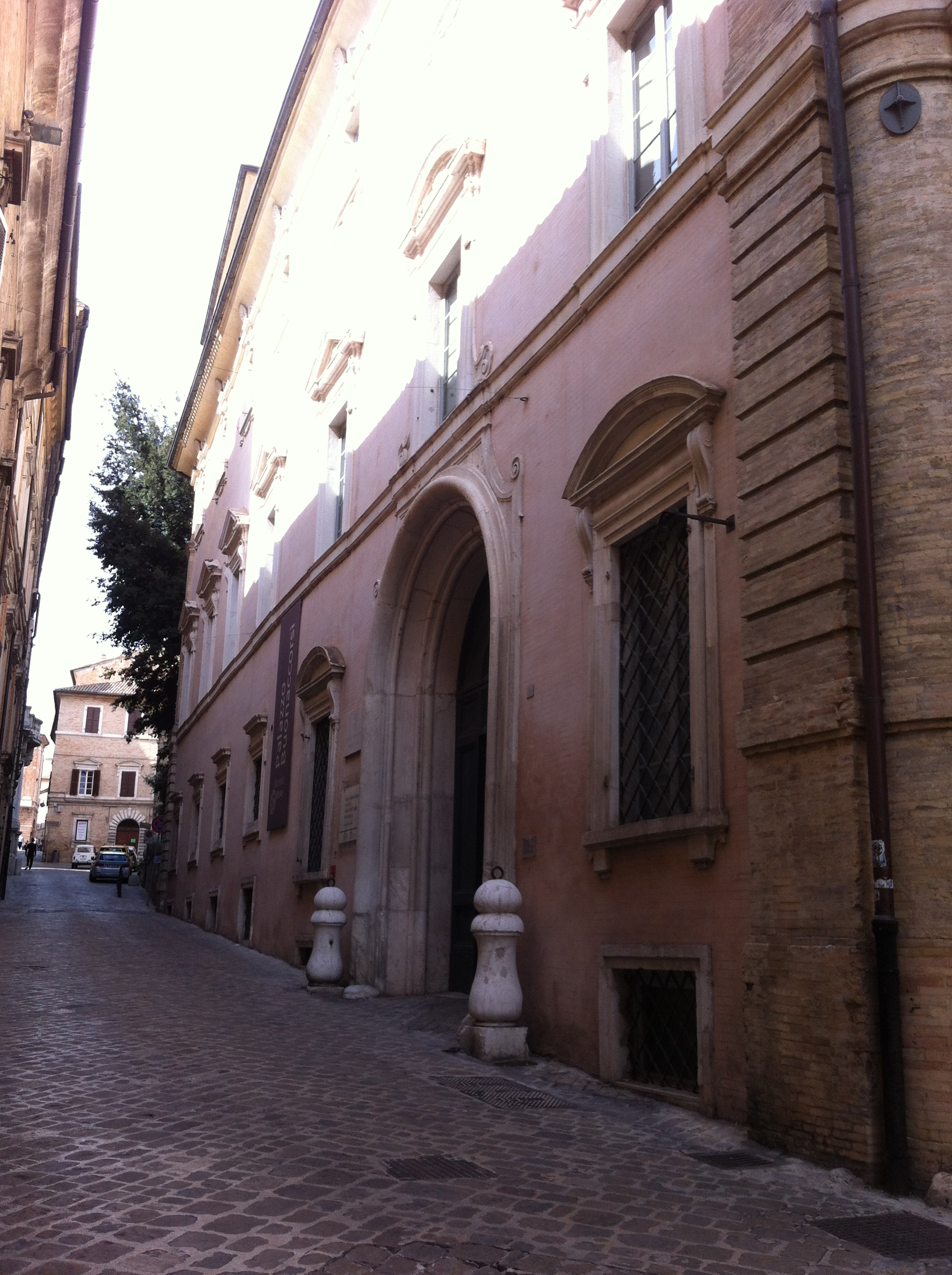
Facciata di Palazzo Buonaccorsi di Macerata

Non sono chiare le origini della famiglia Buonaccorsi: secondo alcuni studiosi sarebbero un ramo della famiglia di banchieri fiorentini dei Bonaccorsi che si è stabilita nelle Marche alla fine del XII secolo, mentre per altri sarebbero autoctoni dell'area maceratesesubendo una scissione dal cognome Accorsi e Accursi
Durante il medioevo i Buonaccorsi riescono ad imporsi come signori di Monte Santo (antico nome di Potenza Picena), affermandosi quindi come una delle più importanti casate del maceratese. In seguito andranno a ricoprire numerosi incarichi politici in vari comuni della zona. 
Nel corso del XVI secolo alcuni esponenti di dedicarono con successo al mestiere delle armi, partecipando ai principali conflitti che videro contrapposte le armate europee a quelle ottomane. Tra questi si ricorda Filippo IV Buonaccorsi, membro dell'ordine dei Cavalieri Lauretani, che partecipò tra le altre cose all'assedio di Malta del 1565 e alla battaglia di Lepanto nel 1571. Per queste imprese ottenne il soprannome di Macedone della Marca.
Nel corso del XVII secolo la casata maceratese inizia ad imporsi oltre i confini regionali: nel 1670 Buonaccorso Buonaccorsi venne ordinato cardinale da Clemente IX, diventando il primo cardinale della famiglia Buonaccorsi. Tre anni dopo questa nomina, il cardinale Buonaccorso venne nominato legato pontificio a Bologna. 
Per consolidare ulteriormente il proprio prestigio nello Stato Pontificio, il fratello minore del cardinale Buonaccorso, Simone, acquistò il feudo di Castel san Pietro in Sabina, ottenendo in questo modo il titolo di conte. Per celebrare l'ascesa sociale della famiglia, Simone Buonaccorsi decide di far realizzare un palazzo degno del titolo comitale da poco acquisito, e per questo attorno alla fine del '600 commissiona all'architetto romano Giovanni Battista Contini, allievo del Bernini, la realizzazione del palazzo cittadino di Macerata. I lavori per la realizzazione dell'edificio inizieranno ufficialmente nel 1701 e vedranno la conclusione attorno al 1715. 

### L'apice della famiglia (fine del XVIII - inizio del XX secolo)
Nel 1708, data della morte del conte Simone, il palazzo viene completato dal punto di vista architettonico. I lavori per la decorazione del piano nobile del palazzo viene quindi presa in carico dai figli di Simone, in particolare dal quartogenito Raimondo, figura centrale per la nascita della collezione artistica della famiglia.
Raimondo Buonaccorsi diventa l'erede del padre Simone in seguito al rifiuto della primogenitura da parte dei fratelli. Secondo fidecommisso redatto nel 1651 infatti solo il primogenito poteva ereditare il titolo di conte e l'intero patrimonio della famiglia. 
I lavori per la decorazione delle sale del piano nobile vengono completate entro il 1710, e l'anno successivo Raimondo commissiona al pittore romano Michelangelo Ricciolini e a sua figlio Niccolò la realizzazione della Galleria dell'Eneide, fiore all'occhiello della collezione artistica di Palazzo Buonaccorsi. Oltre che per il maestoso affresco dedicato alle Nozze di Bacco e Arianna, la galleria dell'Eneide di Palazzo Buonaccorsi conservava al suo interno opere provenienti dalle principali scuole pittoriche italiane dell'epoca, rendendola l'unico spazio in cui si raccoglieva la summa dell'arte italiana del primo Settecento.
Per rafforzare la famiglia nell'ottica di imporsi come una delle più importanti casate dello stato, Raimondo sposa la nobildonna romana Francesca Bussi, con cui avrà ben 18 figli: di questi il più importante Simone, che venne ordinato cardinale nel 1763. Con il cardinal Simone la famiglia si trasferisce da Macera a Roma, nel palazzo sito in Via del Corso, demolito nel 1915 per fare spazio alla galleria Colonna. L'influenza del porporato sarà tale che per ben due volte, nel conclave del 1769 e quello del 1774-1775 rischiò di essere eletto al soglio papale, ma entrambe le volte l'elezione sfumò a causa del veto posto dal Regno di Francia.

### Il declino della famiglia (XX - XIX secolo)
Con la morte del cardinale Simone nel 1776, le fortune della famiglia Buonaccorsi iniziarono a declinare, nonostante le imprese individuali di alcuni dei suoi membri. Due di questi, in particolare, raggiunsero grandi successi sotto le due principali potenze europee dell'epoca: Raimondo Buonaccorsi per la Spagna e Alessandro Buonaccorsi per la Francia.
Raimondo Buonaccorsi fu un tenente dell'Armada, la marina del Regno di Spagna. Sotto le insegne della marina spagnola Raimondo compì numerose imprese, tanto da essere citato più volte nei giornali dell'epoca. Partecipò in particolare alle prime due spedizioni spagnole a Tahiti e al grande assedio di Gibilterra, dove si distinse eroicamente durante i combattimenti del 13 settembre 1782.
A differenza di Raimondo, Alessandro non si dedicò al mestiere delle armi, ma operò in campo diplomatico durante i difficili anni della rivoluzione francese. Infatti al momento delle campagne d'Italia della Francia rivoluzionaria, Alessandro Buonaccorsi ricopre vari incarichi a Roma, tra cui la carica di conservatore. Quando l'Italia entra a far parte dei domini del Primo Impero Francese, venne nominato membro del Sénat conservateur nel 1811, e nell'ottobre dello stesso anno venne designato a conte dell'Impero.
Dopo la parentesi napoleonica, i Buonaccorsi rimasero sempre fedeli al pontefice, tanto che nella prima metà dell'Ottocento si imparenteranno con i Braschi-Onesti, eredi di papa Pio VI. Nel 1854 il conte Flavio Buonaccorsi si sposa con la principessa Angela Chigi Albani della Rovere, e attraverso questo matrimonio illustre i Buonaccorsi riescono ad imporsi all'interno del tessuto nobiliare romano. Poco dopo le nozze, la coppia decide di lasciare Roma e rientrare nelle Marche, scegliendo di abitare non nel palazzo di Macerata ma nella villa di Montesanto.
L'evento che segna la completa decadenza della famiglia Buonaccorsi è l'emanazione del Regio Decreto nr. 71, pubblicato all'indomani dell'annessione delle Marche al Regno d'Italia. Nel regio decreto vengono dichiarati nulli dal punto di vista legale ogni primogenitura, feudi e fidecomissi istituiti prima del 1860. Di conseguenza il fidecomisso Buonaccorsi che fino a quel momento aveva garantito l'integrità del patrimonio della casata perde di validità e i beni vengono spartiti tra i membri della famiglia. 
In seguito a questa dispersione patrimoniale, parte dei beni mobili e immobili della famiglia Buonaccorsi sono oggi di proprietà pubblica: il palazzo di Macerata venne acquistato nel 1967 dal comune ed oggi è sede dei Musei civici di Palazzo Buonaccorsi, e al suo interno si trovano le opere commissionate da Raimondo per la Galleria dell'Eneide. Queste erano state immesse sul mercato antiquario negli anni '60 e sono state tutte recuperate dallo Stato italiano, eccezion fatte per una di queste che oggi si trova al Museum of Fine Arts di Huston, in Texas. Sempre dallo Stato italiano vennero acquistati la biblioteca della famiglia, nucleo storico della Biblioteca Statale di Macerata, e l'archivio di famiglia, oggi conservato presso la sezione dell'Archivio di Stato di Macerata. Nel 2021 venne messa all'asta la villa di Potenza Picena, che nel 2022 è stata oggetto di prelazione da parte del Ministero della Cultura ed diventata parte del patrimonio culturale italiano.

## Committenza artistica

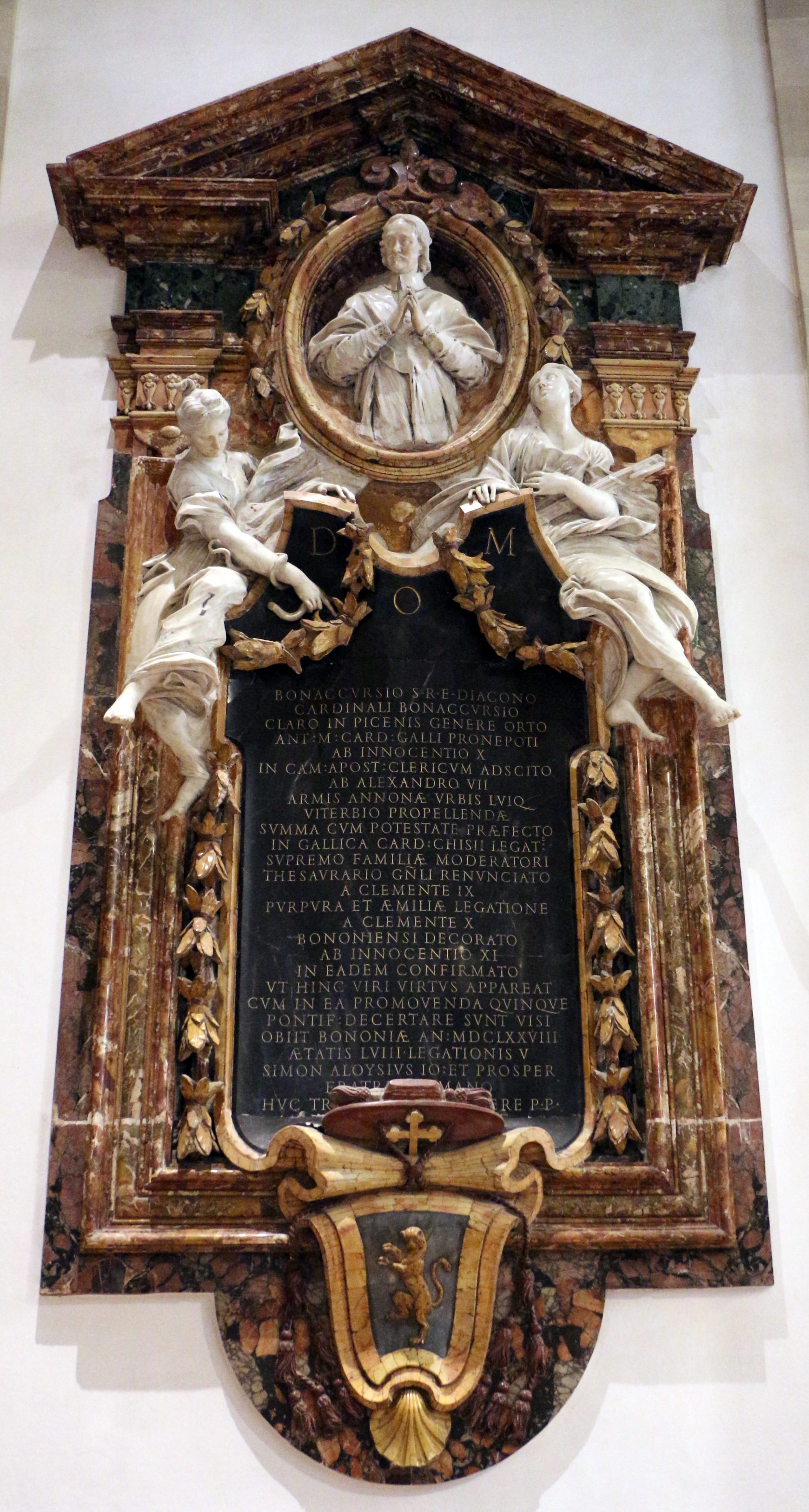
Antonio Raggi, Monumento funebre del cardinale Buonaccorso Buonaccorsi, 1783, Loreto, Basilica della Santa Casa

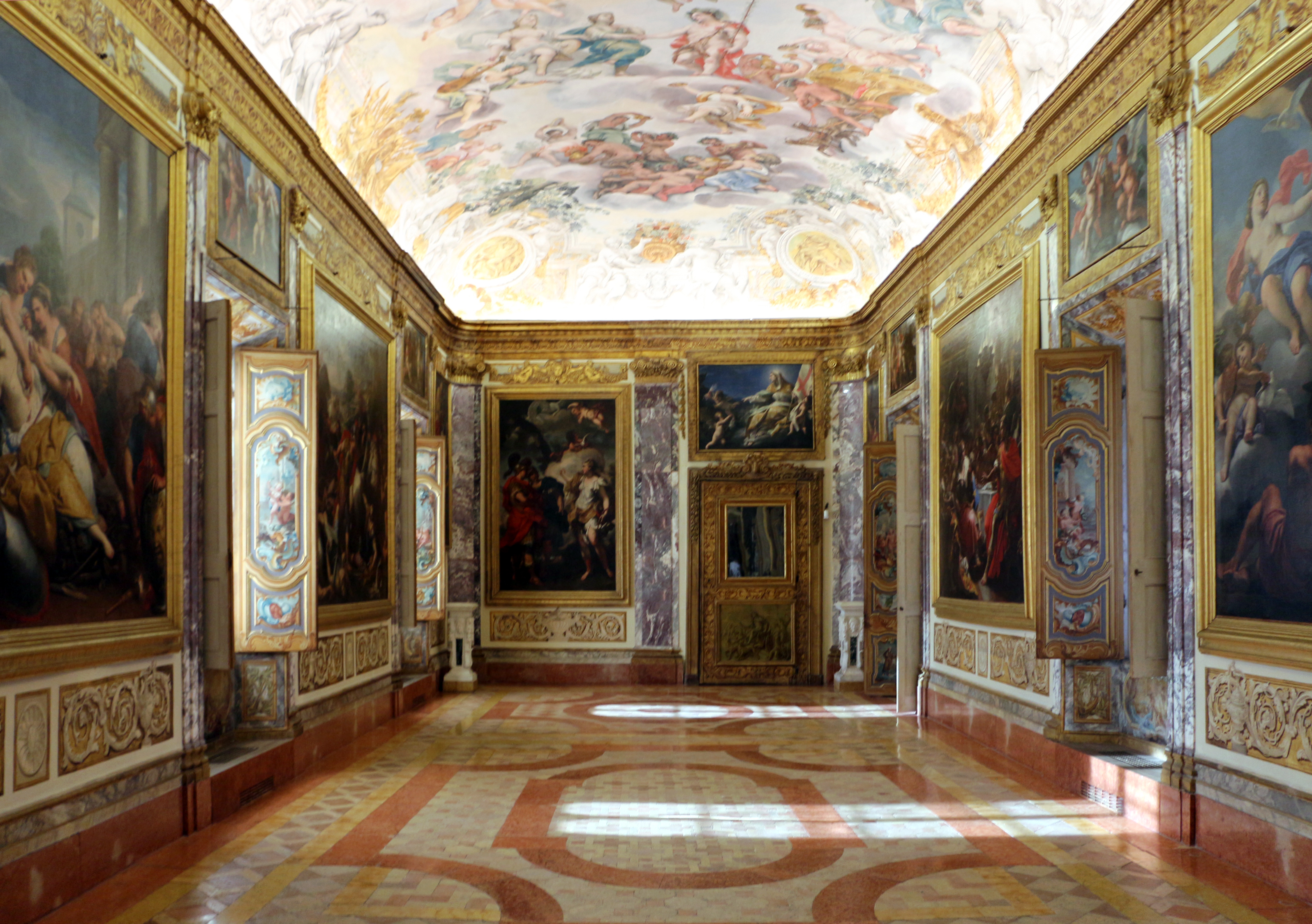
Galleria dell'Eneide

La committenza artistica della famiglia Buonaccorsi è una delle più importanti della Marche. Gli sforzi artistici della famiglia si sono concentrati principalmente nella provincia di Macerata fino alla seconda metà del XVIII secolo, per poi spostarsi a Roma quando gli interessi della casata si sono rivolti verso la capitale dello Stato Pontificio. 
La prima importante commissione che la famiglia effettua è la realizzazione del monumento funebre del cardinale Buonaccorso nella Basilica della Santa Casa di Loreto allo scultore Antonio Raggi. L'opera venne richiesta dal conte Simone e dai fratelli per ottemperare alle ultime volontà del porporato di essere seppellito nella basilica lauretana.
Il luogo più importante attorno a cui si sviluppa la committenza artistica della famiglia è il palazzo di Macerata. Attorno al 1700 vengono infatti chiamati dal conte Simone gli artisti bolognesi Antonio Dardani e Carlo Antonio Rambaldi per decorare con temi mitologici le sale della residenza maceratese. In seguito alla morte del conte del 1708, questi lavori vennero completati dal figlio Raimondo. Da questo momento in poi, le vicende artistiche di Buonaccorsi saranno legate a doppio filo alla personalità di Raimondo. Durante la sua vita egli si spese moltissimo per ampliare la collezione della famiglia, in particolare per la realizzazione della Galleria dell'Eneide, considerata l'apice della produzione artistica della casata maceratese. 
La volta della Galleria venne decorata tra il 1711 e il 1715 dalla bottega del pittore romano Michelangelo Ricciolini. L'affresco realizzato raffigura le nozze di Bacco e Arianna, attorniati dagli dei dell'Olimpo che partecipano al felice evento, e si basa su modello realizzato per la famiglia Barberini nel palazzo di Monterotondo. Il completamento della volta vede vari ritardi, dovuti principalmente al difficile carattere dell'artista. Nel 1715, data della morte dell'artista, la direzione dei lavori venne affidata al figlio Niccolò. 
Dopo la realizzazione della volta, Raimondo si dedica alla commissione di un altro ciclo decorativo per la galleria di Palazzo Buonaccorsi, ovvero un ciclo di dieci tele raffiguranti temi tratti dall'Eneide di Virgilio. Queste tele vennero commissionate agli esponenti più in vista della scena artistica della penisola con lo scopo di rendere la galleria maceratese l'unico luogo della penisola in cui poter vedere riunite insieme le principali scuole pittoriche italiane: quella veneziana, quella bolognese, quella romana e quella napoletana. 
L'altro luogo delle Marche in cui si concentrarono gli sforzi mecenateschi della famiglia Buonaccorsi fu la villa di Montesanto, oggi Potenza Picena. Per questa villa Raimondo commissionò al pittore anconetano Francesco Foschi dodici dipinti ispirati alle Metamorfosi di Ovidio, opere oggi disperse e le uniche con soggetto mitologico conosciute dell'artista.
Sempre per la villa, uno dei figli di Raimondo commissiona al pittore ascolano Benedetto Biancolini la decorazione della loggia. Sulla volta di questa sala Biancolini dipinge scene ispirate dal poema cavalleresco La Gerusalemme liberata di Torquato Tasso, mentre sui lati corti dell'ambiente vengono raffigurate dei trofei con le stemma della famiglia e delle figure umane riconoscibili come schiavi turchi. L'intero programma iconografico della loggia sembra quindi avere l'intento di celebrare le imprese militari della famiglia, in particolare la partecipazione alle campagne militari contro l'esercito ottomano.